# Guillermo Calderón
Guillermo Calderón Labra (Santiago del Cile, 18 marzo 1971) è un drammaturgo e sceneggiatore cileno.

## Opere teatrali
- Neva (2006)
- Clase (2008)
- Villa + Discurso (2011)
- Beben (2012)
- Escuela (2013)
- Mateluna (2016)
- Feos (2015)
- Dragón (2019)

## Filmografia
- Violeta Parra Went to Heaven (Violeta se fue a los cielos), regia di Andrés Wood (2011)
- Il club (El club), regia di Pablo Larraín (2015)
- Neruda, regia di Pablo Larraín (2016)
- Araña, regia di Andrés Wood (2019)
- Ema, regia di Pablo Larraín (2019)
- Ardente pazienza (Ardiente paciencia), regia di Rodrigo Sepúlveda (2022)
- El Conde, regia di Pablo Larraín (2023)

## Riconoscimenti
- Mostra internazionale d'arte cinematografica di Venezia
  - 2023 – Premio Osella per la migliore sceneggiatura per El Conde
- Festival internazionale del cinema di Mar del Plata
  - 2015 – Astor d'argento alla migliore sceneggiatura per Il club